# Notazione slash di Feynman
Nello studio dei campi di Dirac in teoria quantistica dei campi, la notazione slash di Feynman è una notazione che consente di scrivere in modo abbreviato espressioni che coinvolgono quadrivettori e l'insieme delle quattro matrici di Dirac. 
Se {\displaystyle a_{\mu }} è un quadrivettore covariante, allora la notazione slash di Feynman è definita come
{\displaystyle a\!\!\!/\ {\stackrel {\mathrm {def} }{=}}\ a_{\mu }\gamma ^{\mu }}
dove si è usata la convenzione di Einstein sugli indici ripetuti e {\displaystyle \gamma ^{\mu }} le quattro matrici di Dirac.
Un simbolo slashato è dunque da considerarsi una matrice 4x4, un operatore che agisce su spinori di Dirac. A seconda del significato del quadrivettore alla base, esso può avere altre valenze ed essere operatore in un altro spazio lineare. Si potrebbe criticare che la notazione slash di Feynman riduce di molto l'immediatezza nell'intuizione dell'oggetto da essa rappresentato, aumentando la complicazione per lo scopo in realtà di fornire una veramente assai modesta compattazione della notazione. Nonostante questo, oggi essa è largamente in uso nei testi di meccanica quantistica relativistica o di teoria quantistica dei campi.
È importante notare che un quadrivettore slashato non è un invariante di Lorentz, poiché:
{\displaystyle \left(\gamma ^{\mu }\right)^{\prime }=\gamma ^{\mu }}
{\displaystyle \left(\gamma ^{\mu }p_{\mu }\right)^{\prime }=\gamma ^{\mu }\left(\Lambda ^{-1}\right)_{\mu }^{\nu }p_{\nu }=S\left(\gamma ^{\mu }p_{\mu }\right)S^{-1}}
dove le matrici S sono la rappresentazione spinoriale degli elementi del gruppo di Poincaré. Inoltre:
{\displaystyle p\!\!\!\,/\equiv \gamma ^{\mu }p_{\mu }=\gamma _{\mu }p^{\mu }}
{\displaystyle \left(\Lambda ^{-1}\right)_{\mu }^{\nu }\gamma ^{\mu }p_{\nu }=S\left(\gamma ^{\mu }p_{\mu }\right)S^{-1}=\left(p\!\!\!\,/\right)^{\prime }=\left(\gamma ^{\mu }p_{\mu }\right)^{\prime }\neq \left(\gamma _{\mu }p^{\mu }\right)^{\prime }=\Lambda _{\nu }^{\mu }\gamma _{\mu }p^{\nu }}

## Identità
Usando le proprietà dell'anticommutatore si può mostrare che, per qualunque {\displaystyle a_{\mu }} e {\displaystyle b_{\mu }},
{\displaystyle a\!\!\!/a\!\!\!/=a^{\mu }a_{\mu }=a^{2}}
{\displaystyle a\!\!\!/b\!\!\!/+b\!\!\!/a\!\!\!/=2a\cdot b}.
In particolare,
{\displaystyle \partial \!\!\!/^{2}=\partial ^{\mu }\partial _{\mu }.}
Ulteriori identità si possono ricavare tramite le identità delle matrici gamma sostituendo il tensore metrico con i prodotti interni. Per esempio:
{\displaystyle \operatorname {tr} (a\!\!\!/b\!\!\!/)=4a\cdot b}
{\displaystyle \operatorname {tr} (a\!\!\!/b\!\!\!/c\!\!\!/d\!\!\!/)=4\left[(a\cdot b)(c\cdot d)-(a\cdot c)(b\cdot d)+(a\cdot d)(b\cdot c)\right]}
{\displaystyle \operatorname {tr} (\gamma _{5}a\!\!\!/b\!\!\!/c\!\!\!/d\!\!\!/)=4i\varepsilon _{\mu \nu \lambda \sigma }a^{\mu }b^{\nu }c^{\lambda }d^{\sigma }}
{\displaystyle \gamma _{\mu }a\!\!\!/\gamma ^{\mu }=-2a\!\!\!/}.
{\displaystyle \gamma _{\mu }a\!\!\!/b\!\!\!/\gamma ^{\mu }=4a\cdot b}
{\displaystyle \gamma _{\mu }a\!\!\!/b\!\!\!/c\!\!\!/\gamma ^{\mu }=-2c\!\!\!/b\!\!\!/a\!\!\!/}
dove {\displaystyle \varepsilon _{\mu \nu \lambda \sigma }} è il simbolo di Levi-Civita.